# Deregulierungskommission
Die Bundesregierung Kohl setzte am 16. Dezember 1987 eine "Unabhängige Expertenkommission zum Abbau marktwidriger Regulierungen (Deregulierungskommission)" ein. Diese hatte zur Aufgabe verschiedene Marktsegmente zu untersuchen und vorzuschlagen, diese zu deregulieren, sowie mehr Wettbewerb zu schaffen und die Wahlfreiheit des Bürgers zu erhöhen.
Die Leitung übernahm der Volkswirt Juergen B. Donges. Der Abschlussbericht erschien 1991 und enthielt 97 Abriss-Ideen.
Als Ergebnisse wurde u. a. die Abschaffung des Meisterzwangs im Handwerk, der Konzessionen im Taxigewerbe, Aufhebung von Monopolen im Energiemarkt, bei der Deutschen Bundespost bezüglich des Telefon- und Postmarktes, sowie im Verkehrswesen bei Bahn- und Flugverkehr vorgeschlagen.
Die Ideen wurde von späteren Bundesregierungen aufgegriffen und teilweise umgesetzt, so z. B. Bahnreform, Postreform, Privatisierung der Lufthansa, Schaffung der Bundesnetzagentur für Wettbewerb bei Elektrizität, Gas, Telekommunikation, Post und Eisenbahnen nach Privatisierung dieser Segmente.